# Hulunbuir
Hulunbuir (tiếng Mông Cổ:  Kölün buyir, tiếng Mông Cổ viết bằng chữ Kirin: Хөлөнбуйр, Khölönbuir; chữ Hán giản thể: 呼伦贝尔, bính âm: Hūlúnbèi'ěr, âm Hán Việt: Hô Luân Bối Nhĩ) là một địa cấp thị nằm phía đông bắc của khu tự trị Nội Mông Cổ, Cộng hòa Nhân dân Trung Hoa. Trung tâm hành chính của Hulunbuir được đặt tại quận Hailar, khu vực đô thị lớn nhất của vùng. Các đặc điểm cảnh quan chính là thảo nguyên núi cao của đồng cỏ Hulun Buir, các hồ Hô Luân và Buir (sau này một phần ở Mông Cổ), và dãy Đại Hưng An. Hulunbuir giáp với Nga ở phía bắc và phía tây, Mông Cổ ở phía nam và phía tây, tỉnh Hắc Long Giang về phía đông và Hưng An, Nội Mông về phía nam. Hulunbuir là một khu vực đa dạng về ngôn ngữ: bên cạnh tiếng Quan Thoại, các ngôn ngữ thiểu số như Khorchin và Buryat, Daur, và một số ngữ hệ Tungus, bao gồm cả Oroqen và Evenk, được sử dụng ở đây.

## Tên gọi
Hulunbuir từng là một minh (盟) của Nội Mông cho đến ngày 10 tháng 10 năm 2001. Dưới thời nhà Thanh, thành phố có tên tiếng Quan thoại là Hūlúnbùyǔ'ěr (giản thể: 呼伦布雨尔; phồn thể: 呼倫布雨爾).

## Lịch sử
Dưới thời nhà Thanh (1644–1912), Hulunbuir là một phần của tỉnh Hắc Long Giang. Điều ước Ái Hồn năm 1858 đã thiết lập biên giới Nga - Trung Quốc gần đúng như ngày nay, gây tổn thất lớn cho lãnh thổ của Hắc Long Giang. Năm 1901, Đường sắt phía Đông Trung Quốc nối Hulunbuir với phần còn lại của phía Đông Bắc Trung Quốc và với vùng Viễn Đông Nga. Từ năm 1912 đến năm 1949, trong thời kỳ Trung Hoa Dân Quốc, Hulunbuir là một phần của các tỉnh Hưng An và Hắc Long Giang. Một hiệp ước giữa Đế quốc Nga và Trung Hoa Dân quốc vào ngày 7 tháng 11 và ngày 24 tháng 10 năm 1915 đã chỉ định Hulunbuir là một khu vực "đặc biệt" dưới sự quản lý trực tiếp của Chính phủ Trung ương Trung Quốc, nhưng trên thực tế, Nga có một phần quyền kiểm soát hành chính hàng ngày. Năm 1929, Liên Xô phá bỏ hiệp định này và xâm lược Hulunbuir. Sau khi Nhật Bản xâm lược Trung Quốc, Hulunbuir trở thành một phần của nhà nước bù nhìn Mãn Châu Quốc của đế quốc Nhật Bản, quốc gia này không được người Trung Quốc công nhận. Trong nội chiến Trung Quốc, Đảng Cộng sản Trung Quốc đã nhận được sự ủng hộ của các nhà lãnh đạo Nội Mông như Ulanhu bằng cách hứa hẹn mở rộng Nội Mông theo chủ nghĩa bất bình đẳng sang các khu vực có đông người Hán và Mãn Châu sinh sống.
Sau cuộc cách mạng Cộng sản năm 1949, Hulunbuir được sáp nhập vào Nội Mông Cổ, nhưng khu vực này vẫn giữ quan hệ kinh tế với phần còn lại của phía đông bắc đất nước thông qua Đường sắt phía Đông Trung Quốc. Trong thời kỳ Cách mạng Văn hóa, các phần của Mãn Châu lịch sử thuộc Nội Mông Cổ đã được khôi phục một thời gian ngắn về các tỉnh ban đầu của chúng; Hulunbuir được trao lại cho Hắc Long Giang từ năm 1969 đến năm 1979. Cho đến ngày 10 tháng 10 năm 2001, Hulunbuir được quản lý như một minh. Diện tích của Hulunbuir là 263.953 km2 (101.913 sq mi) với dân số là 2,710 triệu người vào năm 2004, trong khi tổng sản phẩm nội địa là 21,326 tỷ nhân dân tệ. Khu vực thẩm quyền của địa cấp thị lớn hơn tất cả, ngoại trừ 8 đơn vị cấp tỉnh của Trung Quốc (và 42 tiểu bang Hoa Kỳ), mặc dù sự tập hợp đô thị thực tế chỉ là một phần rất nhỏ của khu vực và mật độ dân số trung bình của khu vực rất thấp.

## Phân chia hành chính

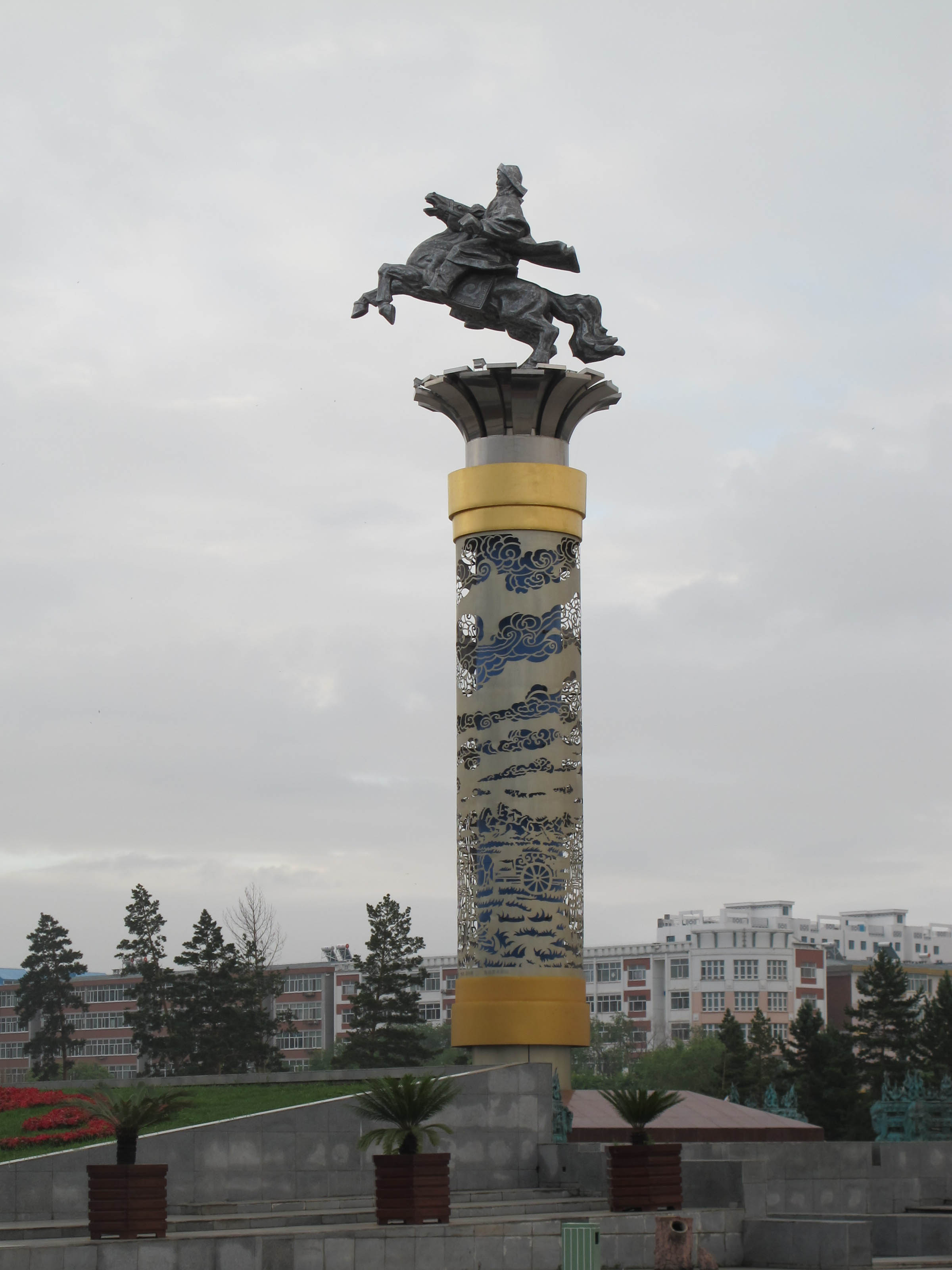
Đài tưởng niệm Thành Cát Tư Hãn ở quảng trường Sükhbaatar, Hailar

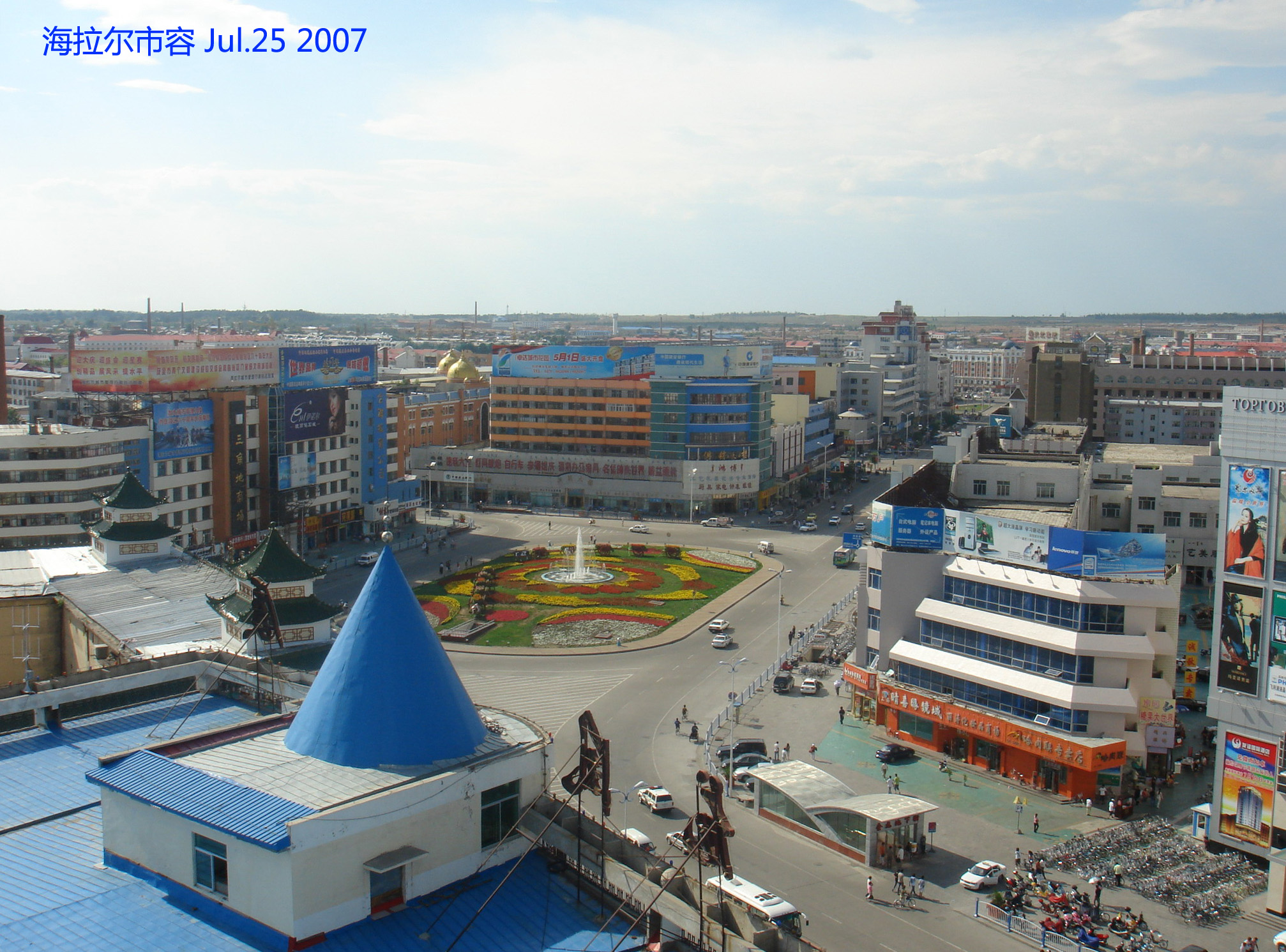
Trung tâm thành phố Hailar, 2007

Về mặt hành chính, thành phố này được chia thành 13 đơn vị cấp huyện gồm 1 quận, 5 thành phố cấp huyện, 7 kỳ. Tổng cộng có 74 trấn, 23 hương (trong đó có 13 hương dân tộc), 25 tô mộc (trong đó có 1 tô mộc dân tộc) và 36 nhai đạo biện sự xứ.
| Bản đồ | Bản đồ                                       | Bản đồ                 | Bản đồ                                                                | Bản đồ        | Bản đồ          | Bản đồ        | Bản đồ |
| --- | -------------------------------------------- | ---------------------- | --------------------------------------------------------------------- | ------------- | --------------- | ------------- | ------ |
| 1.5 |                                              |                        |                                                                       |               |                 |               |        |
| # | Tên                                          | Chữ Hán                | Hán-Việt Bính âm Hán ngữ                                              | Dân số (2010) | Diện tích (km²) | Mật độ (/km²) |        |
| 1 | khu Hailar (Hải Lạp Nhĩ)                     | 海拉尔区               | Hải Lạp Nhĩ khu Hǎilā'ěr Qū                                           | 344.947       | 1.440           | 181           |        |
| 1.5 | khu Jalainur (Trát Lãi Nặc Nhĩ)              | 海拉尔区               | Trát Lãi Nặc Nhĩ khu Hǎilā'ěr Qū                                      | 97.000        | 272             | 357           |        |
| 2 | thành phố cấp huyện Mãn Châu Lý              | 满洲里市               | Mãn Châu Lý thị Mǎnzhōulǐ Shì                                         | 152.473       | 701             | 360           |        |
| 3 | thành phố cấp huyện Zalantun (Trát Lan Đồn)  | 扎兰屯市               | trát Lan Đồn thị Zhālántún Shì                                        | 366.326       | 16.800          | 26            |        |
| 4 | thành phố cấp huyện Nha Khắc Thạch (Yakeshi) | 牙克石市               | Yákèshí Shì                                                           | 352.177       | 27.590          | 14            |        |
| 5 | thành phố cấp huyện Căn Hà                   | 根河市                 | Căn Hà thị Gēnhé Shì                                                  | 110.441       | 19.659          | 9             |        |
| 6 | thành phố cấp huyện Ergun (Ngạch Nhĩ Cổ Nạp) | 额尔古纳市             | Ngạch Nhĩ Cổ Nạpthị É'ěrgǔnà Shì                                      | 76.667        | 28.000          | 3             |        |
| 7 | kỳ Aryn (A Vinh)                             | 阿荣旗                 | A Vinh kỳ Āróng Qí                                                    | 278.744       | 12.063          | 27            |        |
| 8 | kỳ Tân Barga Hữu (Tân Ba Nhĩ Hổ Hữu)         | 新巴尔虎右旗           | Tân Ba Nhĩ Hổ Hữu kỳ Xīnbā'ěrhǔ Yòu Qí                                | 36.356        | 25.102          | 1             |        |
| 9 | kỳ Tân Barga Tả (Tân Ba Nhĩ Hổ Tả)           | 新巴尔虎左旗           | Tân Ba Nhĩ Hổ Tả kỳ Xīnbā'ěrhǔ Zuǒ Qí                                 | 40.258        | 22.000          | 2             |        |
| 10 | kỳ Trần Barga (Trần Ba Nhĩ Hổ)               | 陈巴尔虎旗             | Trần Ba Nhĩ Hổ kỳ Chénbā'ěrhǔ Qí                                      | 58.244        | 21.192          | 3             |        |
| 11 | kỳ tự trị Oroqen (Ngạc Luân Xuân)            | 鄂伦春自治旗           | Ngạc Luân Xuân tự trị kỳ Èlúnchūn Zìzhìqí                             | 223.752       | 59.800          | 5             |        |
| 12 | kỳ tự trị Evenk (Ngạc Ôn Khắc)               | 鄂温克族自治旗         | Ngạc Ôn Khắc tự trị kỳ Èwēnkèzú Zìzhìqí                               | 134.981       | 19.111          | 7             |        |
| 13 | kỳ tự trị Morin Dawa (Mạc Lực Đạt Ngõa)      | 莫力达瓦达斡尔族自治旗 | Mạc Lực Đạt Ngõa Đạt Oát Nhĩ tộc tự trị kỳ Mòlìdáwǎ Dáwò'ěrzú Zìzhìqí | 276.912       | 10.500          | 30            |        |
| một phần của Kỳ tự trị Oroqen nằm dưới quyền quản lý hành chính của địa khu Đại Hưng An Lĩnh thuộc tỉnh Hắc Long Giang. |                                              |                        |                                                                       |               |                 |               |        |

## Địa lí và khí hậu

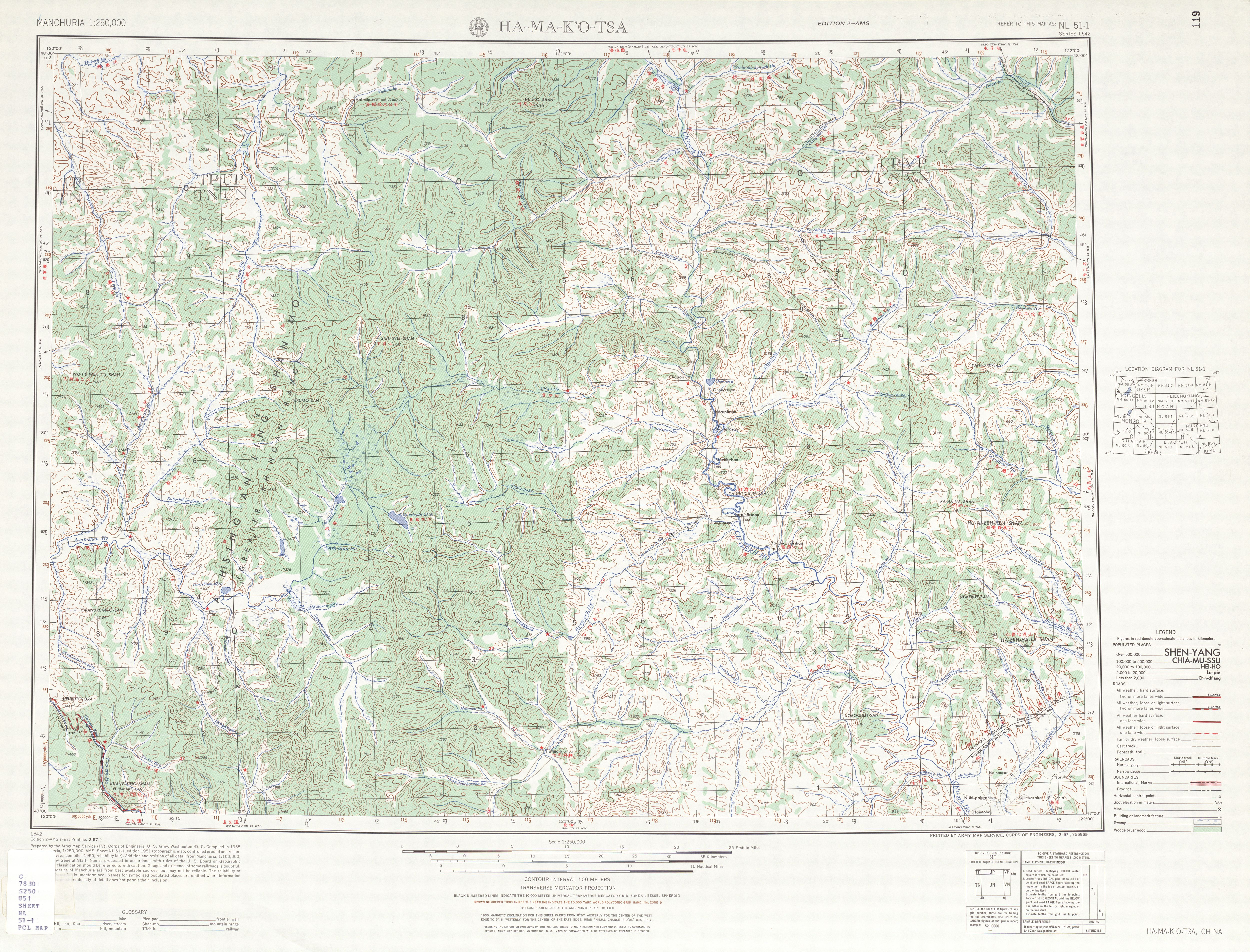
Bản đồ hiển thị một phần khu vực Hulunbuir (AMS, 1955)

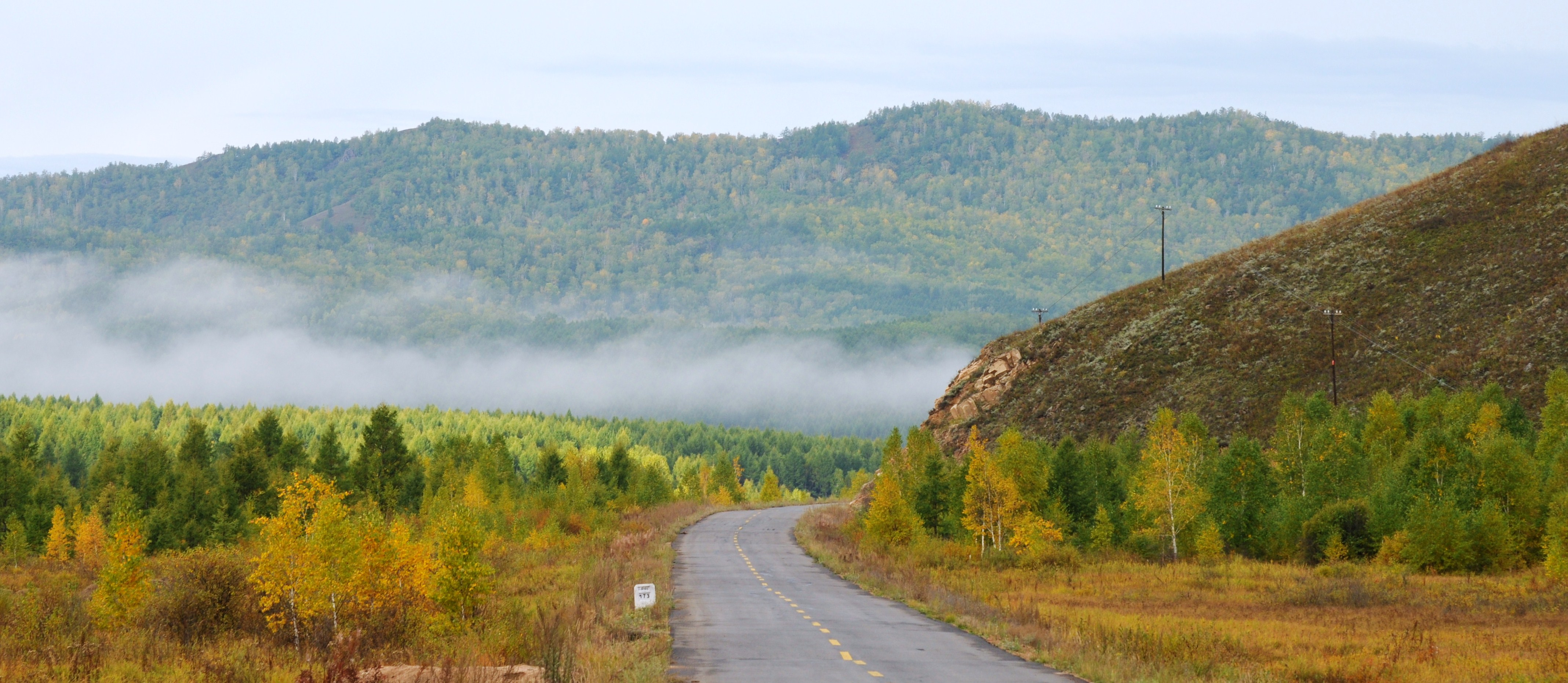
Công viên rừng Mo'erdaoga, Ergun

Bản thân Hulunbuir (Hailar) có khí hậu lục địa ẩm (Köppen: Dwb). Mùa đông kéo dài, lạnh khắc nghiệt và rất khô hanh, do tác động của áp cao Siberi bán cố định, trong khi mùa hè ngắn, mặc dù rất ấm và khá ẩm ướt, do ảnh hưởng của gió mùa Đông Á. Tại Hailar, nhiệt độ trung bình trong 24 giờ hàng tháng dao động từ −25,1 °C (−13,2 °F) vào tháng 1 đến 20,0 °C (68 °F) vào tháng 7, trong khi trung bình hàng năm là −0,96 °C (30,3 °F). Với ít nhất 55% lượng nắng có thể xuất hiện trong tất cả các tháng và tổng số giờ nắng hàng năm nhiều hơn 2.700 giờ, thời tiết nắng chiếm ưu thế quanh năm. Khoảng 70% lượng mưa hàng năm diễn ra trong ba tháng mùa hè.
Bản mẫu:Hailar weatherbox

## Nhân khẩu

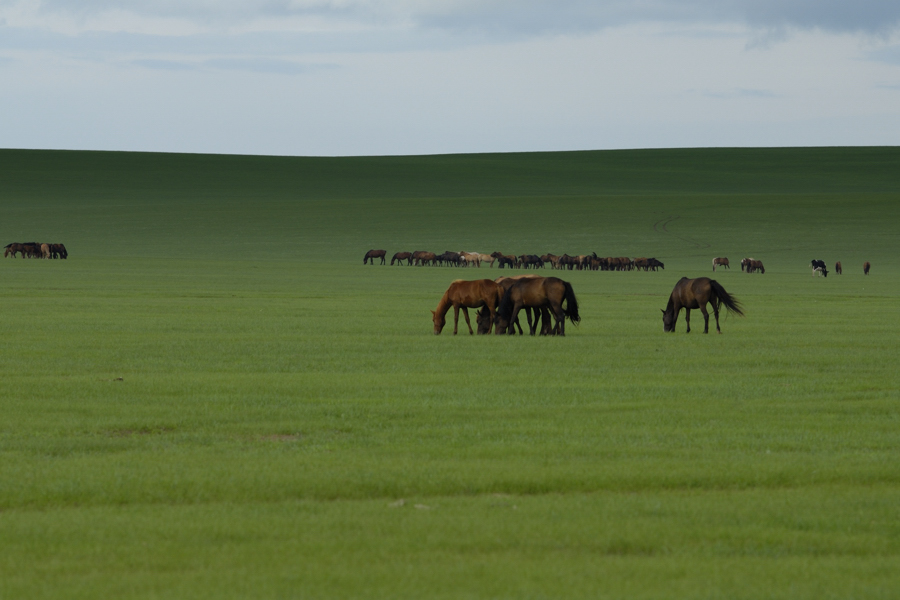
Chăn thả ngựa ở kỳ Trần Barga

| Nhóm dân tộc | Dân số năm 2000 | Chiếm  |
| ------------ | --------------- | ------ |
| Hán          | 2,199,645       | 81.85% |
| Mông Cổ      | 231,276         | 8.6%   |
| Daur         | 111,053         | 4.13%  |
| Hồi          | 70,287          | 2.62%  |
| Evenk        | 30,950          | 1.15%  |
| Oroqen       | 8,355           | 0.31%  |
| Nga          | 4,741           | 0.18%  |